# Hoheesche
Hoheesche ist ein Ort in der Gemeinde Friedeburg im Landkreis Wittmund in Ostfriesland.

## Geschichte
In früherer Zeit soll hier eine Holzung gestanden haben, die dem Ort den Namen gegeben hat. Die Junker von Gödens sollen hier Landbesitz gehabt haben, welches gegen die Harenburg in Gödens eintauscht worden sein soll. Um 1889 besaß die nach Reepsholt eingepfarrte Ortschaft sieben volle Erbhöfe, zwei alte Köthereien, eine Warfstätte und sieben Hausstätten. In alten Zeiten gehörte der Ort zum Kirchspiel Abickhafe.
Am  1. Juli 1972 schlossen sich zuvor die ehemaligen Gemeinden Abickhafe, Dose, Hoheesche und Reepsholt zur Gemeinde Reepsholt zusammen. Im Zuge der Kommunalreform am 16. August 1972 wurde aus den bisherigen Gemeinden Bentstreek, Etzel, Friedeburg, Hesel, Horsten, Marx, Reepsholt, Wiesede und Wiesedermeer die Gemeinde Friedeburg gebildet.
Die Brücke über den Ems-Jade-Kanal ist als Baudenkmal ausgewiesen.